# Софіївка (Знам'янська сільська громада)
Софі́ївка — село Знам'янської сільської громади, Березівський район, Одеська область в Україні. Населення становить 141 осіб.

## Історія
Під час Голодомору 1932—1933 років померло щонайменше 4 жителі села.
Колишній орган місцевого самоуправління — Новоєлизаветівська сільська рада.

## Населення
Згідно з переписом УРСР 1989 року чисельність наявного населення села становила 149 осіб, з яких 67 чоловіків та 82 жінки.
За переписом населення України 2001 року в селі мешкала 141 особа.

### Мова
Розподіл населення за рідною мовою за даними перепису 2001 року:
| Мова       | Відсоток |
| ---------- | -------- |
| українська | 98,58 %  |
| молдовська | 0,71 %   |
| російська  | 0,71 %   |